# Lynda Johnston
Lynda T. Johnston, née en 1964, est une académicienne néo-zélandaise, spécialiste de géographie humaine. Elle est professeure et rectrice pour le développement durable de l'université de Waikato.

## Carrière académique
Après un doctorat obtenu en 1998 intitulé  Tourisme corporel en rues queer : géographies des parades de la Gay Pride  à l'université de Waikato, Johnston enseigne à l'université d'Édimbourg de 1999 à 2001. À son retour à l'université de Waikato, elle est nommée professeure, titulaire de la chaire du département de géographie, directrice adjointe et doyenne associée du Te Kura Kete Aronui - la faculté des Arts et des Sciences sociales.
Johnston a été rédactrice en chef du journal de géographie féministe Gender, Place & Culture (en), de 2011 à 2016,. Elle fait toujours partie de son comité éditorial. De 2016 à 2020, Johnston est titulaire de la Chaire de la Commission Genre et Géographie de l'Union géographique internationale,.

## Distinctions
Lynda Johnston, FNZGS, est membre de la New Zealand Geographical Society, (Société géographique de Nouvelle-Zélande), composante de la Société royale de Nouvelle-Zélande. Elle a été présidente de la société de 2018 à 2019 et participe toujours au comité exécutif en sa qualité d'ancienne présidente. En lui attribuant son prix pour services distingués en 2010, la Société note que Johnston « s'est assurée que la géographie féministe reste hautement visible dans le système universitaire de Nouvelle-Zélande ».

## Vie privée
Après avoir grandi dans l'Otago, Johnston commence la randonnée à l'âge de 13 ans sur l'île du Sud, avant de s'adonner à l'escalade sur glace, l'alpinisme et la varappe dès l'âge de 17 ans. À Aotearoa, elle gravit l'Aoraki, le Mont Aspiring et grimpe également dans les parcs nationaux d'Arthur's Pass et de Fiordland. Johnston a également passé trois mois dans la Cordillère Blanche péruvienne, escaladant régulièrement à plus de 5000 mètres.

## Publications (liste non exhaustive)
- Johnston, Lynda, Transforming gender, sex and place: Gender variant geographies. Routledge, 2018.
- Johnston, Lynda, Longhusrt, Robyn,  Space, place, and sex: Geographies of sexualities. Rowman & Littlefield, 2009[8].
- Johnston, Lynda, et Gill Valentine. "Wherever I lay my girlfriend, that’s my home.", Mapping desire: Geographies of sexualities (1995): 99-113.
- Longhurst, Robyn, Elsie Ho et Lynda Johnston. "Using ‘the body’ as an ‘instrument of research’: kimch’i and pavlova.", Aire 40, no. 2 (2008): 208-217.
- Johnston, Lynda, Queering tourism: Paradoxical performances of gay pride parades. Routledge, 2007.
- Longhusrt, Robyn, Lynda Johnston et Elsie Ho. "A visceral approach: Cooking ‘at home’ with migrant women in Hamilton, New Zealand." Transactions of the Institute of British Geographers (en) 34, no. 3 (2009): 333-345.